# Six Jours de Medellín
Les Six Jours de Medellín sont une ancienne course cycliste de six jours disputée  à Medellín, en Colombie. Une seule édition a eu lieu, en 1997.

## Palmarès
| Année | Vainqueur                     | Deuxième                       | Troisième                     |
| ----- | ----------------------------- | ------------------------------ | ----------------------------- |
| 1995  | Silvio Martinello Marco Villa | Gabriel Curuchet Juan Curuchet | Miguel Alzamora Juan Llaneras |